# Kościół św. Józefa Oblubieńca Najświętszej Maryi Panny w Jeżowie
Kościół świętego Józefa Oblubieńca Najświętszej Maryi Panny – rzymskokatolicki kościół parafialny należący do dekanatu brzezińskiego archidiecezji łódzkiej.
Świątynia została wzniesiona w latach 1907–1914 według projektu architekta z Warszawy, Konstantego Wojciechowskiego. Powodem wybudowania kościoła były rosnące potrzeby duszpasterskie, jakie posiadała parafia w Jeżowie. Budowy nowej świątyni podjął się proboszcz, ksiądz kanonik Bolesław Raźmo. Prace budowlane zostały rozpoczęte w dniu 28 września 1907 roku, a zostały zakończone w połowie 1914 roku. W ten sposób powstał kościół w stylu neogotyckim, składający się z trzech naw, posiadający prezbiterium zwrócone w stronę północną, charakteryzujący się wysoką wieżą frontową i sygnaturkową. Według pierwotnego projektu, wieża świątyni miała być jeszcze wyższa, ale podczas wichury wiatr zwalił drewnianą konstrukcję, w związku z tym, prace zostały zakończone na niższym poziomie. Świątynia została wybudowana z czerwonej cegły, a jej fundament został wykonany z obrobionego kamienia polnego. Budowla została poświęcona w lipcu 1914 roku przez delegata arcybiskupa Warszawskiego – księdza Władysława Żaboklickiego, proboszcza i dziekana skierniewickiego.
9 lipca 2021 roku zniszczeniu uległa część dachu kościoła w wyniku przejścia silnej nawałnicy.